# Seznam andorskih smučarjev
Seznam andorskih smučarjev.

## A
- Nil Ruiz Antuna

## E
- Gerard Escoda

## G
- Victor Gómez
- Vicky Grau
- Mireia Gutiérrez

## M
- Cande Moreno

## H
- Sissi Hinterreitner

## O
- Marc Oliveras

## P
- Carmina Pallàs
- Caroline Poussier

## R
- Sara Ramentol
- Kevin Esteve Rigail

## V
- Joan Verdu
- Roger Vidosa